# Ulpiano Checa y Sanz
Pour les articles homonymes, voir Checa (homonymie).
 (avril 2020).
Ulpiano Checa y Sanz né le 3 avril 1860 à Colmenar de Oreja (Madrid) et mort à Dax (Landes) le 5 janvier 1916 est un peintre et graveur espagnol.

## Biographie
Ulpiano Checa y Sanz commence sa formation artistique en 1873 à l'Académie royale des beaux-arts de San Fernando, où il est l'élève de  Manuel Dominguez, Federico de Madrazo, Alejandro Ferrant et Pablo y Gonzalvo Peres. Il devient professeur à l'âge de 19 ans dans la même Académie.

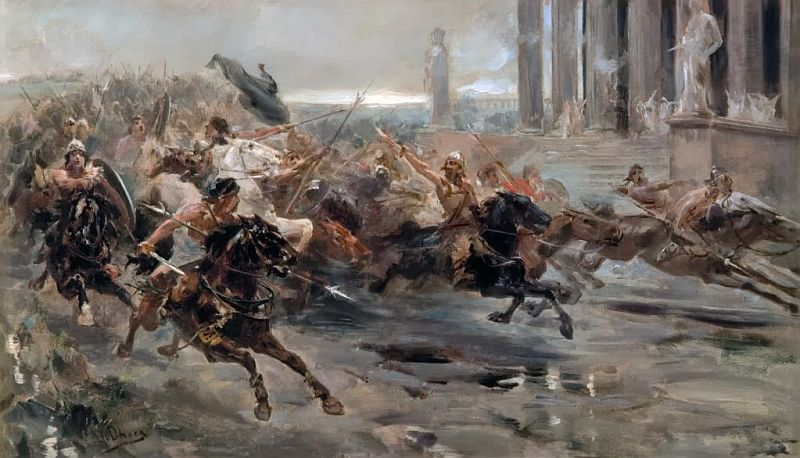
L'Invasion des Barbares (1887), Madrid,.

En 1884, il obtint une place de pensionnaire à l'Académie Espagnole des Beaux-Arts de Rome, d'où il envoya son œuvre La Invasión de los bárbaros, qui obtint la médaille de 1re classe de l'Exposition nationale des beaux-arts de Madrid en 1887 et la médaille d'or de l'Exposition universelle de Vienne en 1888. L'œuvre fut acquise par le musée du Prado. Avec sa première exposition où il présente Nirma et Egérie, également acquise par le musée du Prado.
Il se spécialise très rapidement dans les représentations de chevaux, aussi bien dans des sujets orientalistes, antiques qu'avec ses peintures d'Indiens d'Amérique du Nord. Fin 1887, il s'installe à Paris et produit des dessins pour la revue L'Illustration dont il est correspondant. En 1894, il expose au Salon des artistes français, une toile intitulée La Naumaquia. Il fait la connaissance de Matilde Chaye Courtez, une jeune femme peintre argentine qu'il épousera. En 1895, il devient le professeur de Blanche Odin (1865-195) et s'installe à Bagnèrès-de-Bigorre. Il fera de nombreux voyages en Argentine où la haute société de Buenos Aires le sollicite pour des portraits. Il réalise de grandes compositions murales et parfois quelques scènes allégoriques. Il voyage également à Venise et en Algérie.
En 1900, il peint quatre tableaux pour la décoration du passage menant au restaurant Le Train bleu de la gare de Lyon à Paris.
Un peu plus de 250 de ses œuvres sont répertoriées[réf. nécessaire].

## Œuvres dans les collections publiques

### Argentine
- Buenos-Aires :
  - Cercle militaire.
  - musée national des Beaux-Arts.
  - Museo de Granaderos : General San Martin a caballo.

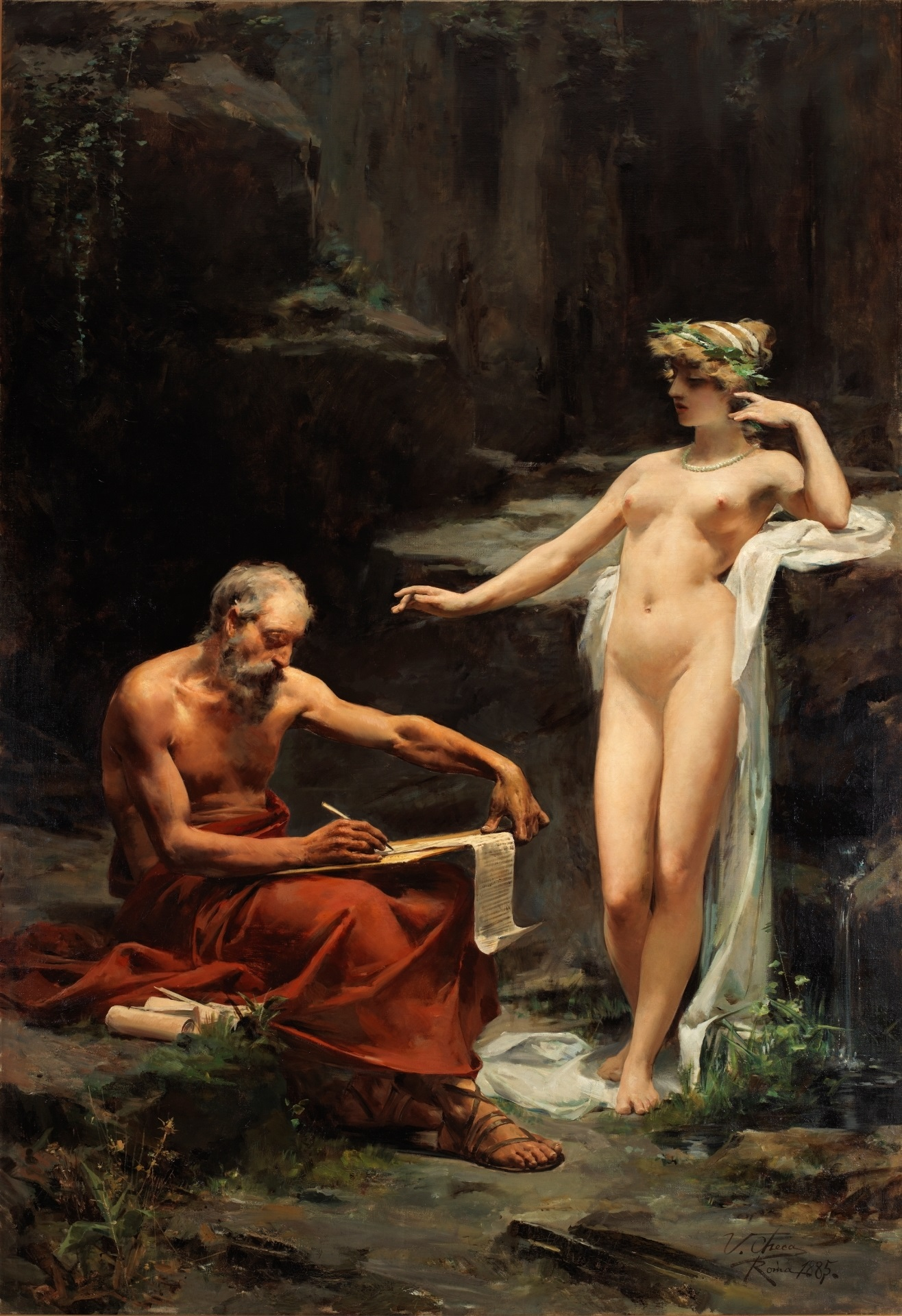
La Nymphe Égérie dictant les lois de Rome à Numa Pompilius, Madrid,.

  - Museo Mitre.

### Espagne
- Colmenar de Oreja, musée Ulpiano Checa : Los últimos días de Pompeya, 1900.
- Lugo, Museo Provincial de Lugo (es) : Los Bárbaros.
- Madrid :
  - musée d'Histoire  : Carreta.
  - musée du Prado :
    - Numa Pompilio y la Ninfa Egeria ;
    - Retrato de Antonio Mediano ;
    - La Invasión de los bárbaros, 1887, œuvre disparue.

  - Musée Thyssen-Bornemisza.
  - Museo Ulpiano Checa (es) :
    - La Nymphe Égérie dictant les lois de Rome à Numa Pompilius ;
    - |L'Invasion des Barbares, 1887.
- Saint-Sébastien, musée San Telmo : Le Fardier, carretero francés.
- Santa Cruz de Tenerife, musée municipal des Beaux-Arts : Portrait d'Antonio.

### France
- Bagnères-de-Bigorre, musée Salies :
  - L'Andalousie au temps des Maures ;
  - Marche à l'armée ;
  - Étude d'hirondelles ;
  - Bagnères-de-Bigorre', affiche ;
  - Philadelphe de Gerde, affiche ;
  - Philadelphe de Gerde, aquarelle, étude ;
  - En côte, la carrière !.
- Nantes, musée des Beaux-Arts : Cavaliers à la sortie des remparts de Fez, aquarelle et gouache sur papier, 44,5 × 57 cm.
- Paris :
  - gare de Lyon, restaurant Le Train bleu.
  - Musée des Arts décoratifs, bibliothèque : archives Charmet, 69b.

### Uruguay
- Montevideo, Museo Juan Zorrilla de San Martín : Tabaré.

Œuvres d'Ulpiano Checa y Sanz
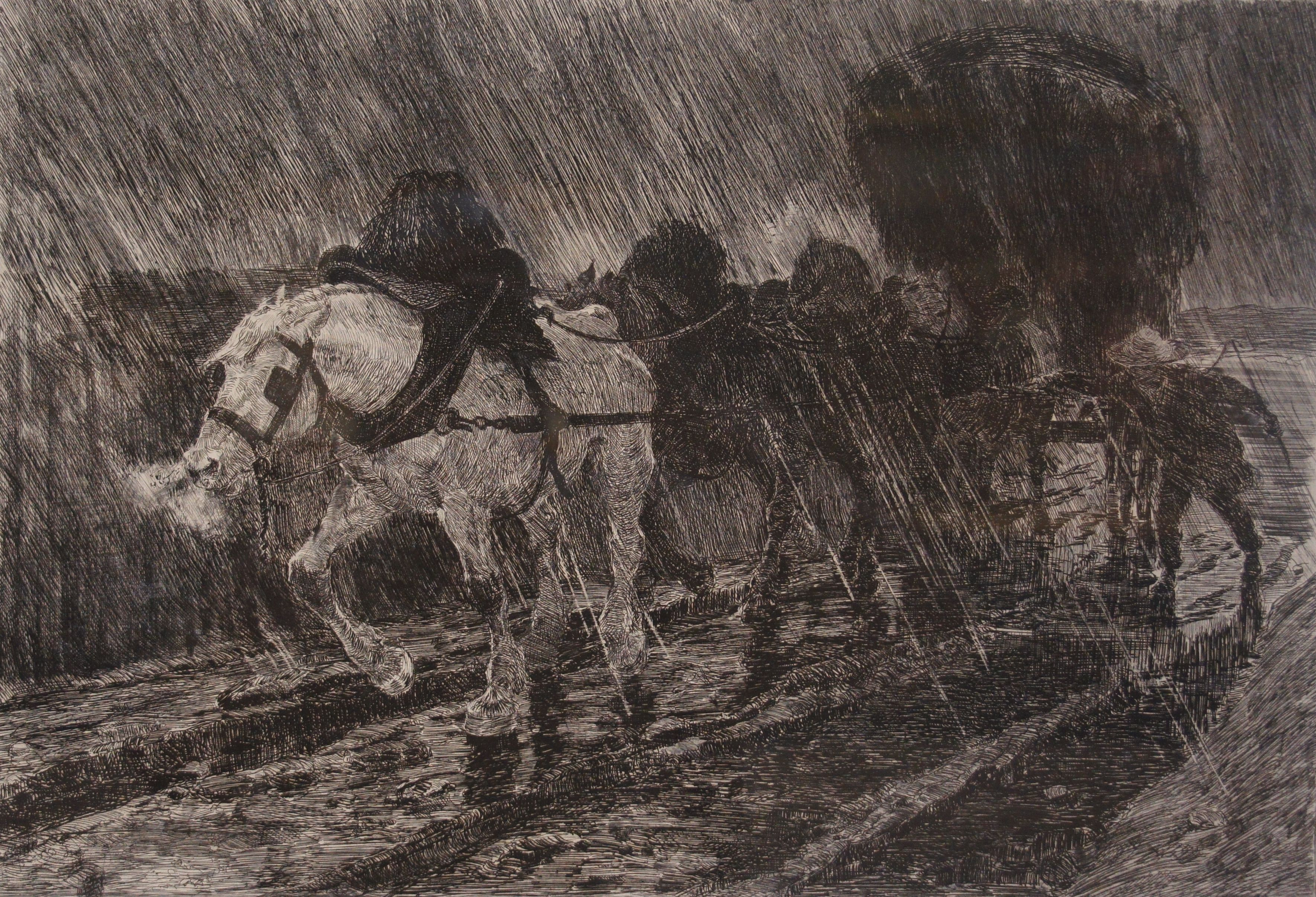
Diligence nocturne (1889), Madrid, Museo Ulpiano Checa (es).
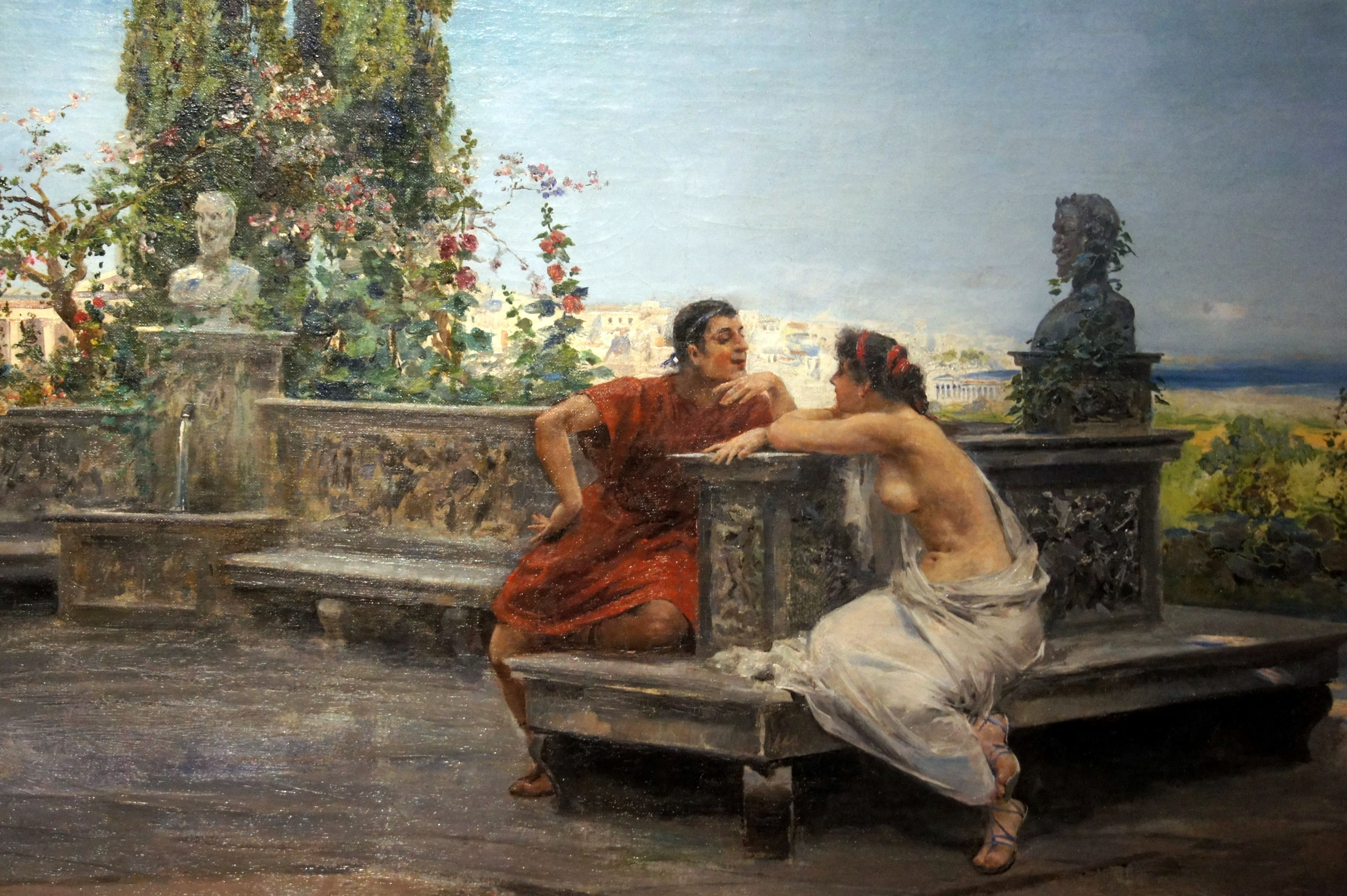
Amoureux à Pompéi (1890), Madrid, Museo Ulpiano Checa (es).
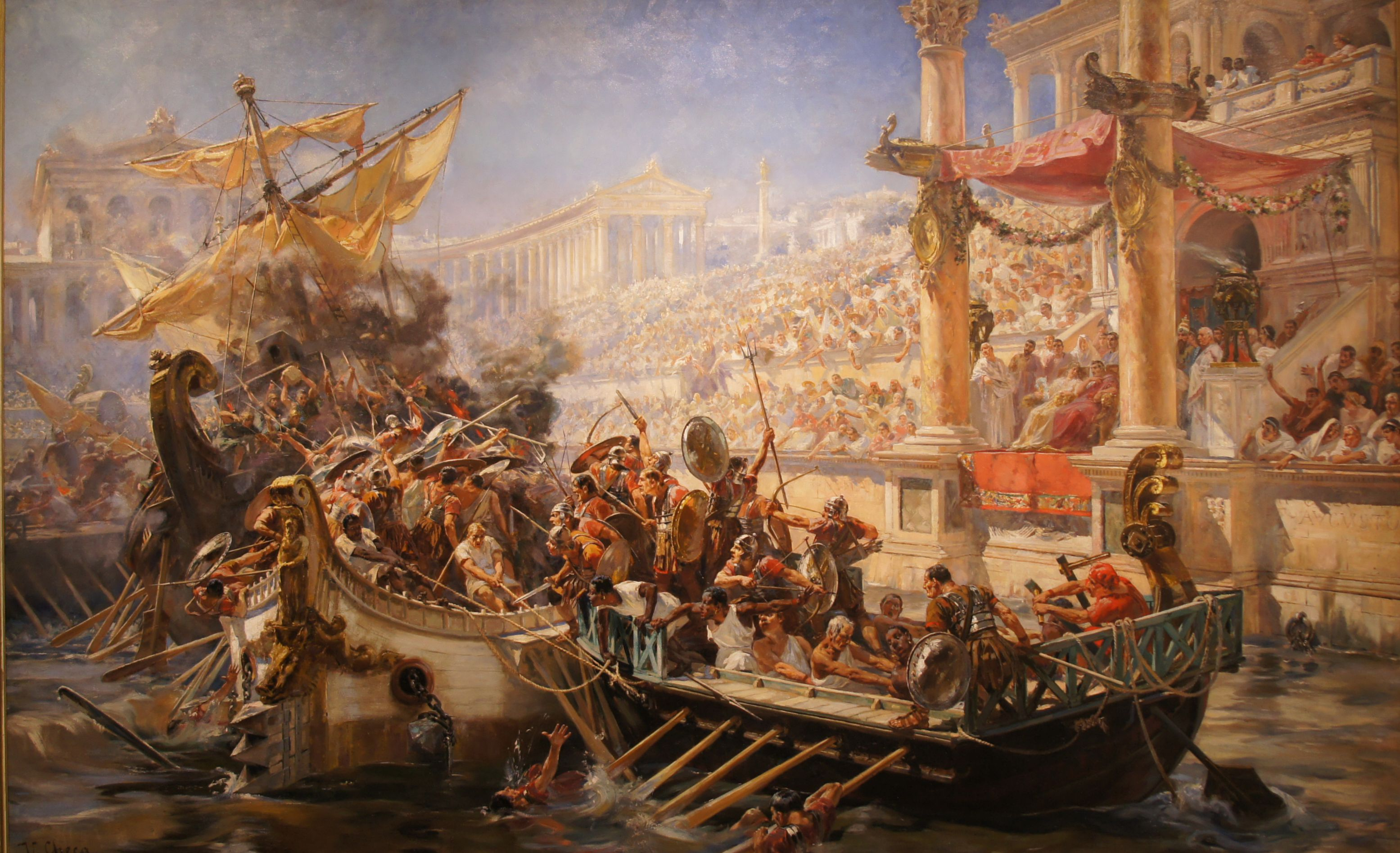
La naumaquia (combat naval entre Romains) (1894), Madrid, Museo Ulpiano Checa (es).
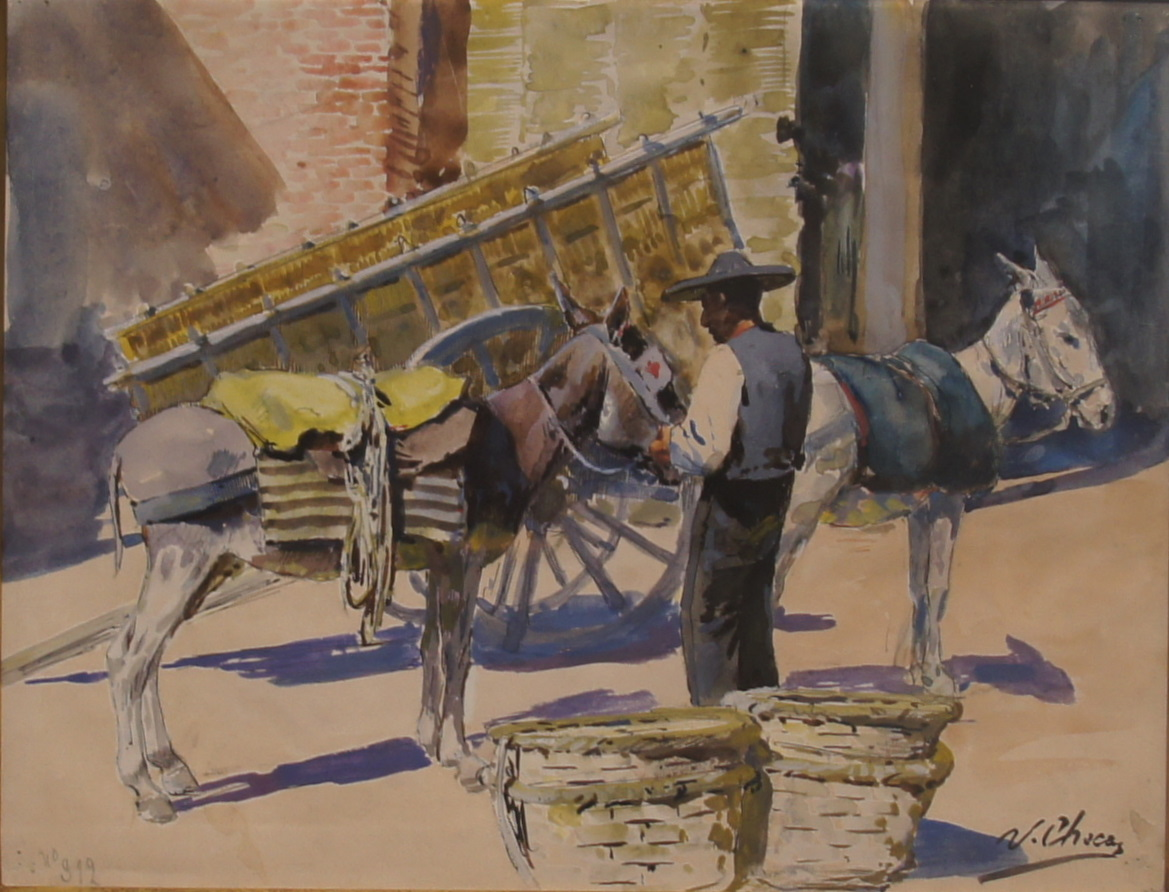
Le Vendangeur de Colmenar (1897), Madrid, Museo Ulpiano Checa (es).
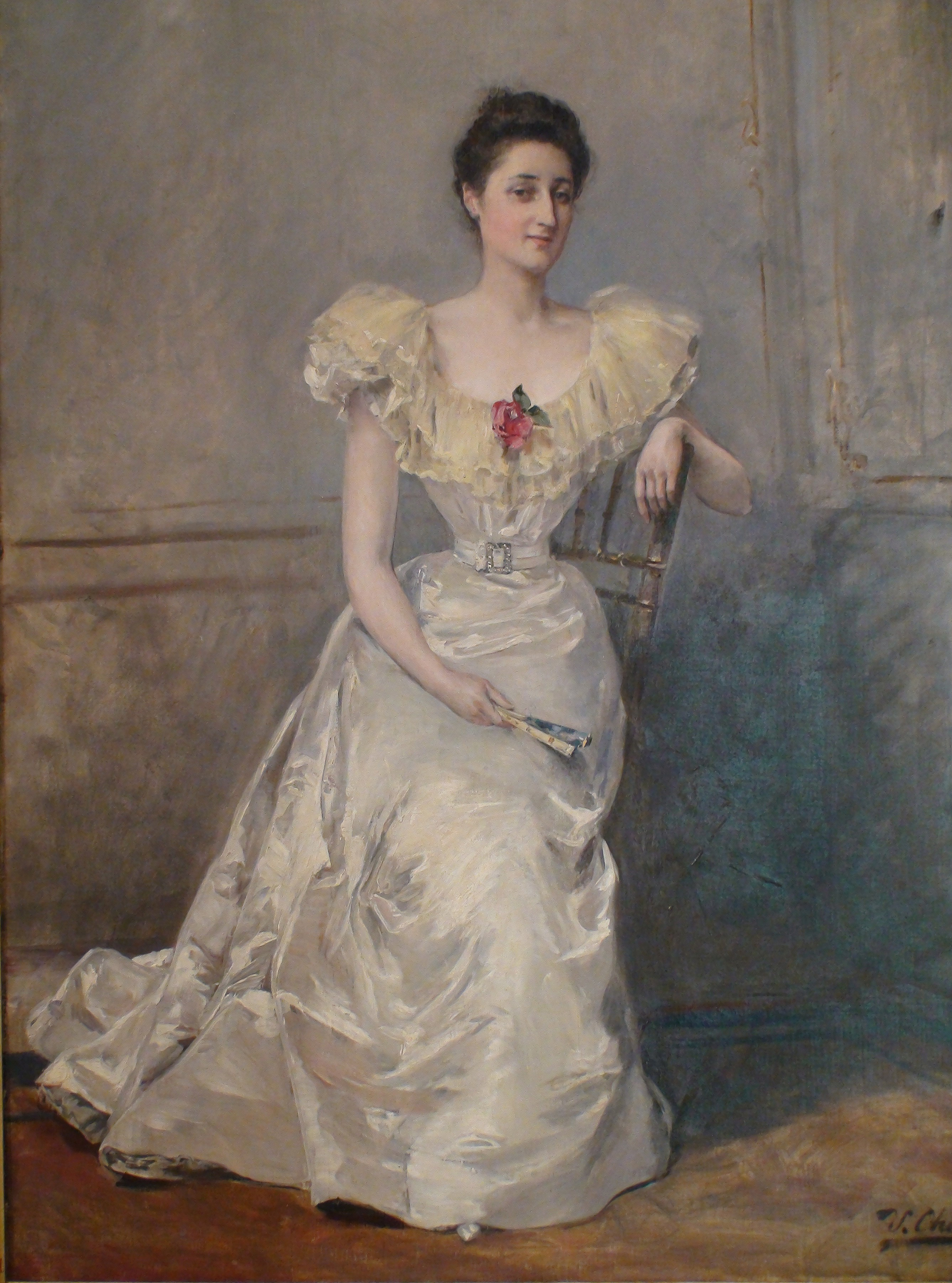
Femme assise (1902)), Madrid, Museo Ulpiano Checa (es).
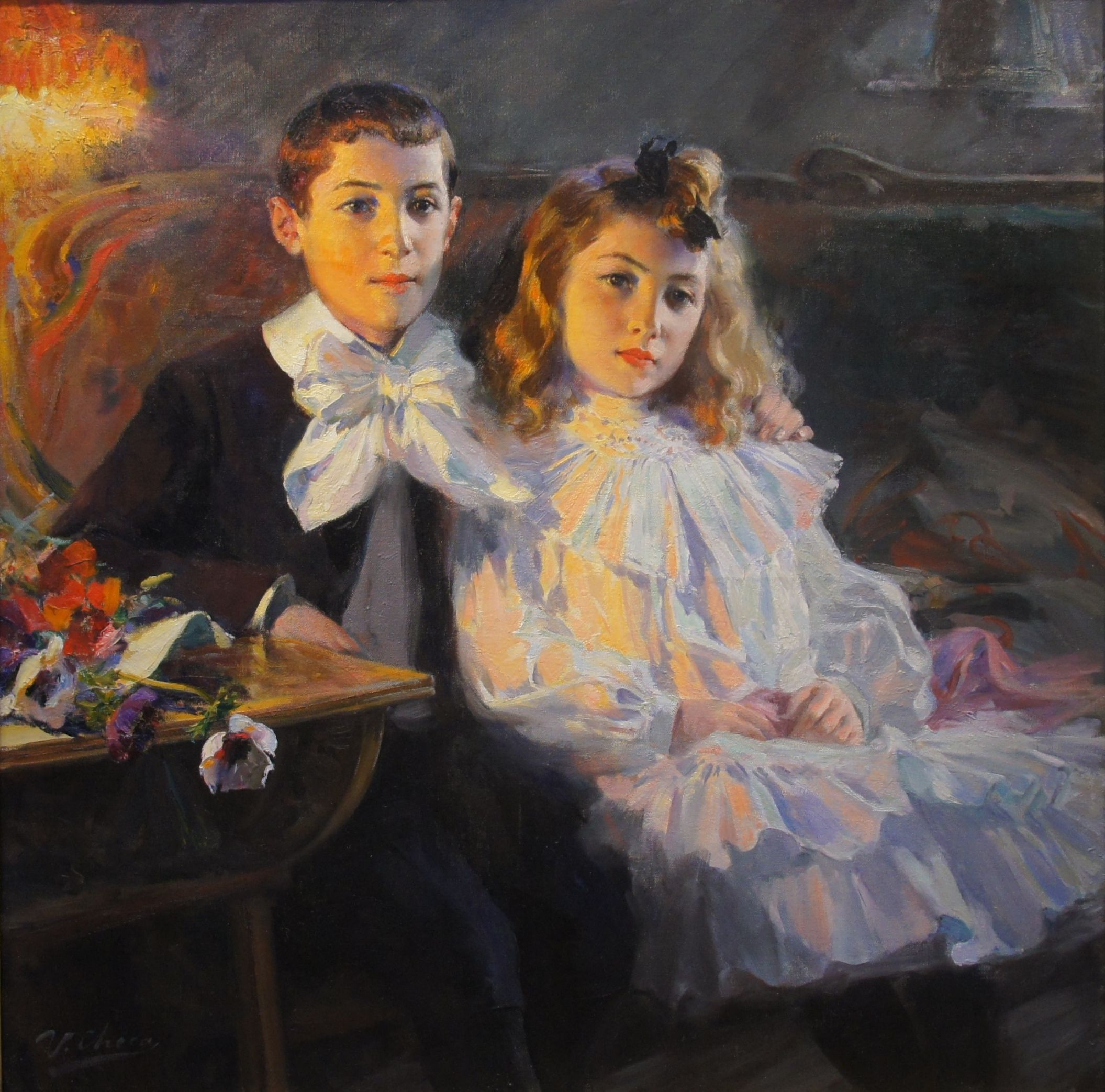
Carmen et Felipe (1904), Madrid, Museo Ulpiano Checa (es).
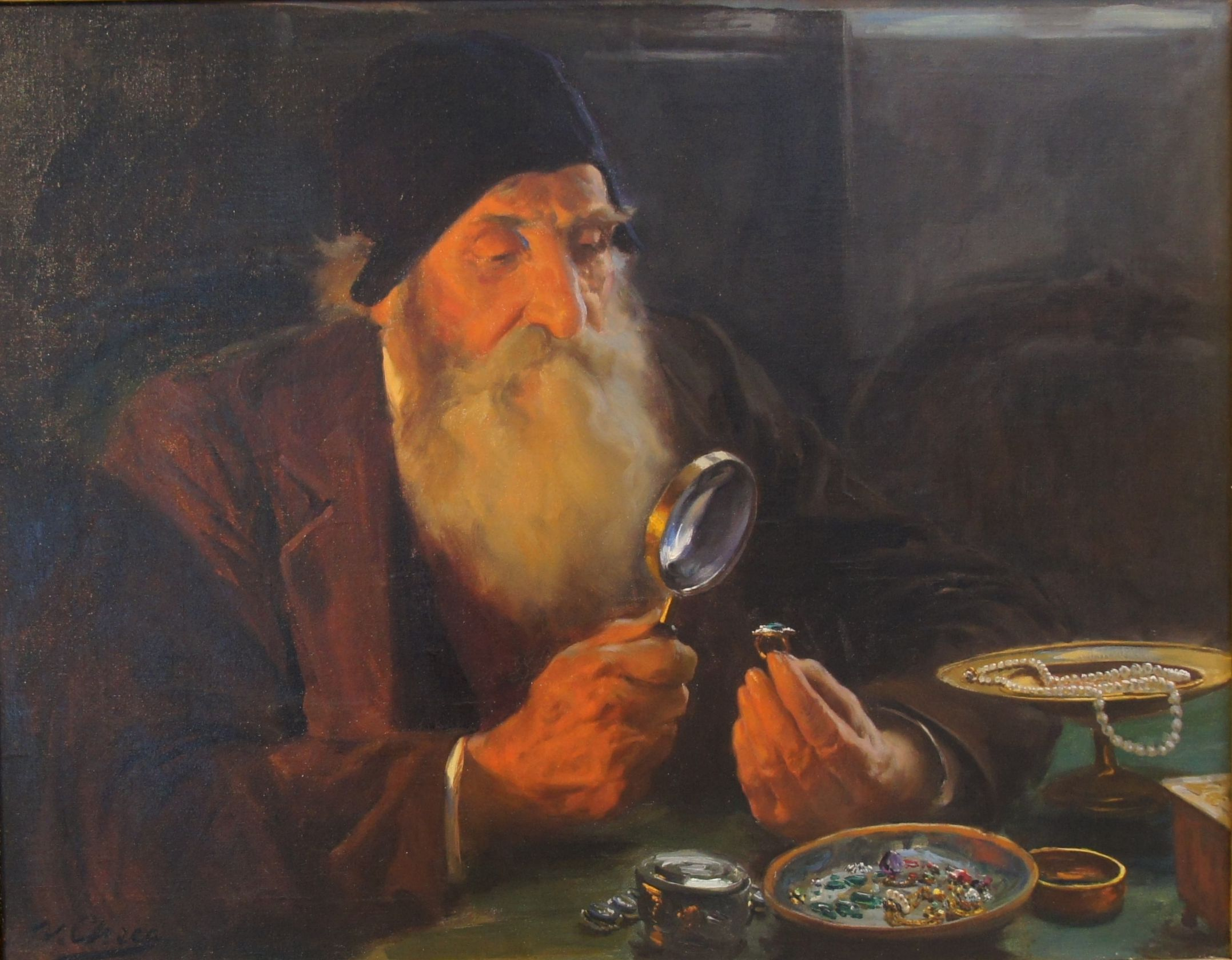
L'Antiquaire (1908), Madrid, Museo Ulpiano Checa (es).
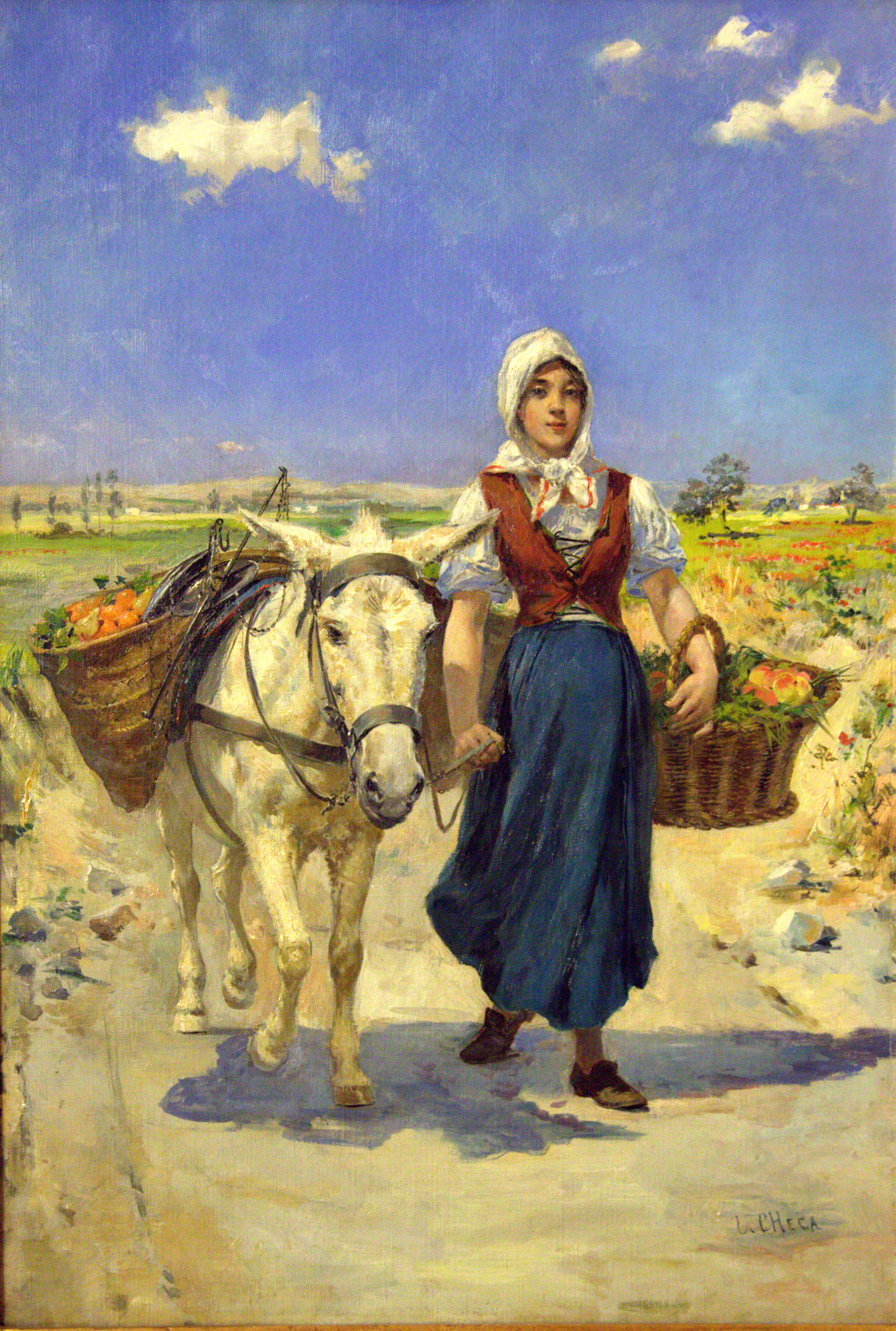
Retour du marché, Madrid, Museo Ulpiano Checa (es).
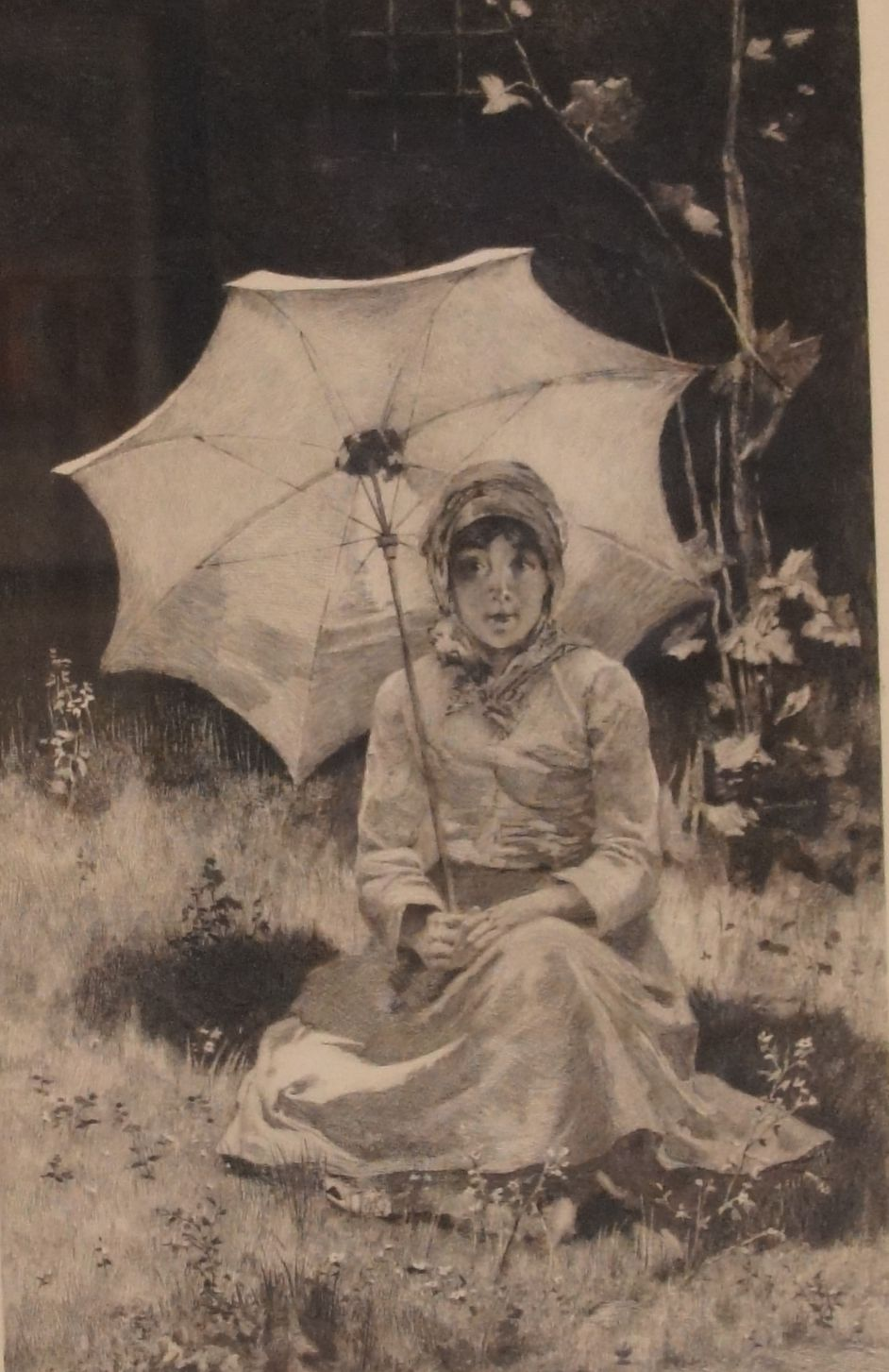
Nani, pointe sèche.
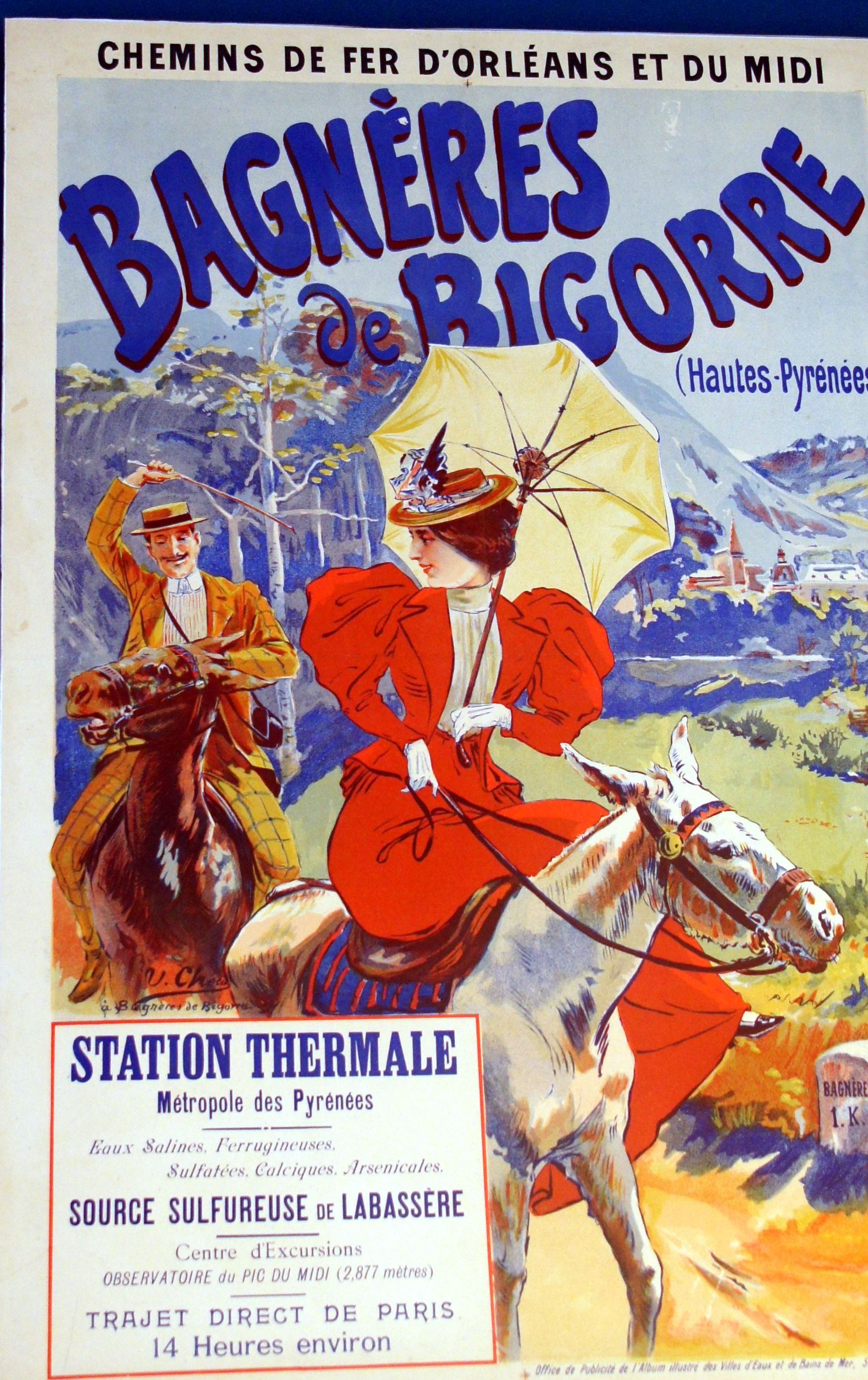
Bagnères-de-Bigorre, affiche.

## Illustrations
- Espagne. Le Généralife. Sérénades et Songes, d'après Zacharie Astruc, Société française d'éditions d'art, 1897, 309 p.
- Tabaré, de Zorilla de San Martin et Barreiro y Ramos, 1908 ; rééd. 1991.
- Quo Vadis, de Henrick Sienkiewicz, 1910.

## Affiches
Ulpiano Checa manifeste sa sympathie et son intérêt pour la ville de Bagnères-de-Bigorre, en réalisant gracieusement des affiches publicitaires lithographiques, entre 1891 et 1897, pour le compte des Chemins de Fer d’Orléans, du Midi et du Nord. L'une d'elles présente une bagnéraise au capulet, sous les traits de Philadelphe de Gerde ; une autre fait La promotion de Bagnères-de-Bigorre et de ses thermes présentant un couple d’élégants à dos d’âne dans les alentours de Bagnères.
- L'Andalousie au temps des Maures, affiche lithographiée, Paris, Imprimerie Lemercier, 131 × 354 cm, Exposition universelle de 1900, commande de l'État français.

## Salons
- 1892, Salon des artistes français : Bacchanale.
- 1893, Salon de la Société nationale des beaux-arts à Paris : Les Peaux-Rouges ;  Le Fardier.
- 1894, Salon des artistes français : La Naumaquia.
- 1895 : Ravin de Waterloo.
- 1911 : Entre deux oasis.
- 1912 : Crépuscule.
- 1913, Salon des artistes français : Départ pour la Fantasia.

## Expositions
- 1887, Exposition nationale des beaux-arts : Invasion des barbares.
- 1900, Exposition universelle à Paris : L'Andalousie au temps des Maures.
- 2006 : Ulpiano Checa, Buenos Aires, musée national des Beaux-Arts.
- Exposition aux beaux-arts de Monaco : Combat entre Grec et Amazone .
- 2007 : Fantaisie et mouvement, Académie royale des beaux-arts de San Fernando.

## Récompenses
- 1887 :
  - Médaille de 1re classe à l'Exposition nationale des beaux-arts à Madrid pour L'Invasion des Barbares.
  - Médaille d'or à l'Exposition universelle des beaux-arts de Viena pour L'Invasion des Barbares.
- 1890 : médaille de 3e classe à l'Exposition nationale des beaux-arts pour La Course des voitures.
- 1900 : médaille d'or à l'Exposition universelle de 1900 à Paris pour Le Dernier jour de Pompéi.